# فيرن باتاغليا
فيرن باتاغليا (بالإنجليزية: Fern Battaglia)‏ هي لاعب كرة قاعدة أمريكية، ولدت في 6 يناير 1931 في شيكاغو في الولايات المتحدة، وتوفيت في 15 مارس 2001 في بنسنفيل في الولايات المتحدة.